# Volveré a conquistarte
Volveré a conquistarte es el título del 16°. álbum de estudio grabado por el grupo musical mexicano Los Yonic's, Fue lanzado al mercado por la empresa discográfica Fonovisa Records el 21 de abril de 1992. Este álbum ganó popularidad gracias a la canción Pero Te Vas a Arrepentir con Marco Antonio Solís, vocalista de Los Bukis. 

## Lista de canciones
| Edición: Volveré a conquistarte (1992) |                                                      |                              |          |  |
| N.º                                    | Título                                               | Escritor(es)                 | Duración |  |
| 1.                                     | «Pero te vas a arrepentir (con Marco Antonio Solís)» | Marco Antonio Solís          | 3:54     |  |
| 2.                                     | «Lágrimas frente al mar»                             | Candelario Macedo            | 3:07     |  |
| 3.                                     | «Corazón prohibido»                                  | Vladimir Noriega Bataz       | 3:50     |  |
| 4.                                     | «De puntitas»                                        |                              | 3:20     |  |
| 5.                                     | «Volveré a conquistarte»                             | Servando Ayala · Jorge Gamiz | 3:37     |  |
| 6.                                     | «Abranme que vengo herido»                           | Enrique Londaits             | 3:28     |  |
| 7.                                     | «Te llamo para despedirme»                           | F.M. Smith                   | 3:13     |  |
| 8.                                     | «Veneno»                                             | Enrique Londaits             | 3:35     |  |
| 9.                                     | «Si pudiera cambiar de corazón»                      | Vladimir Noriega Bataz       | 3:48     |  |
| 10.                                    | «Viejos recuerdos»                                   | Enrique Londaits             | 3:42     |  |
| 35:29                                  |                                                      |                              |          |  |

## Historial de lanzamiento
| País           | Fecha               | Formato        | Discográfica     |
| -------------- | ------------------- | -------------- | ---------------- |
| Estados Unidos | 21 de abril de 1992 | Casete, vinilo | Fonovisa Records |